# Lingewaal
Lingewaal là một đô thị ở middle of the Hà Lan.

## Các trung tâm dân cư
- Asperen
- Herwijnen
- Heukelum
- Spijk
- Vuren